# デイヴィット・モロニー

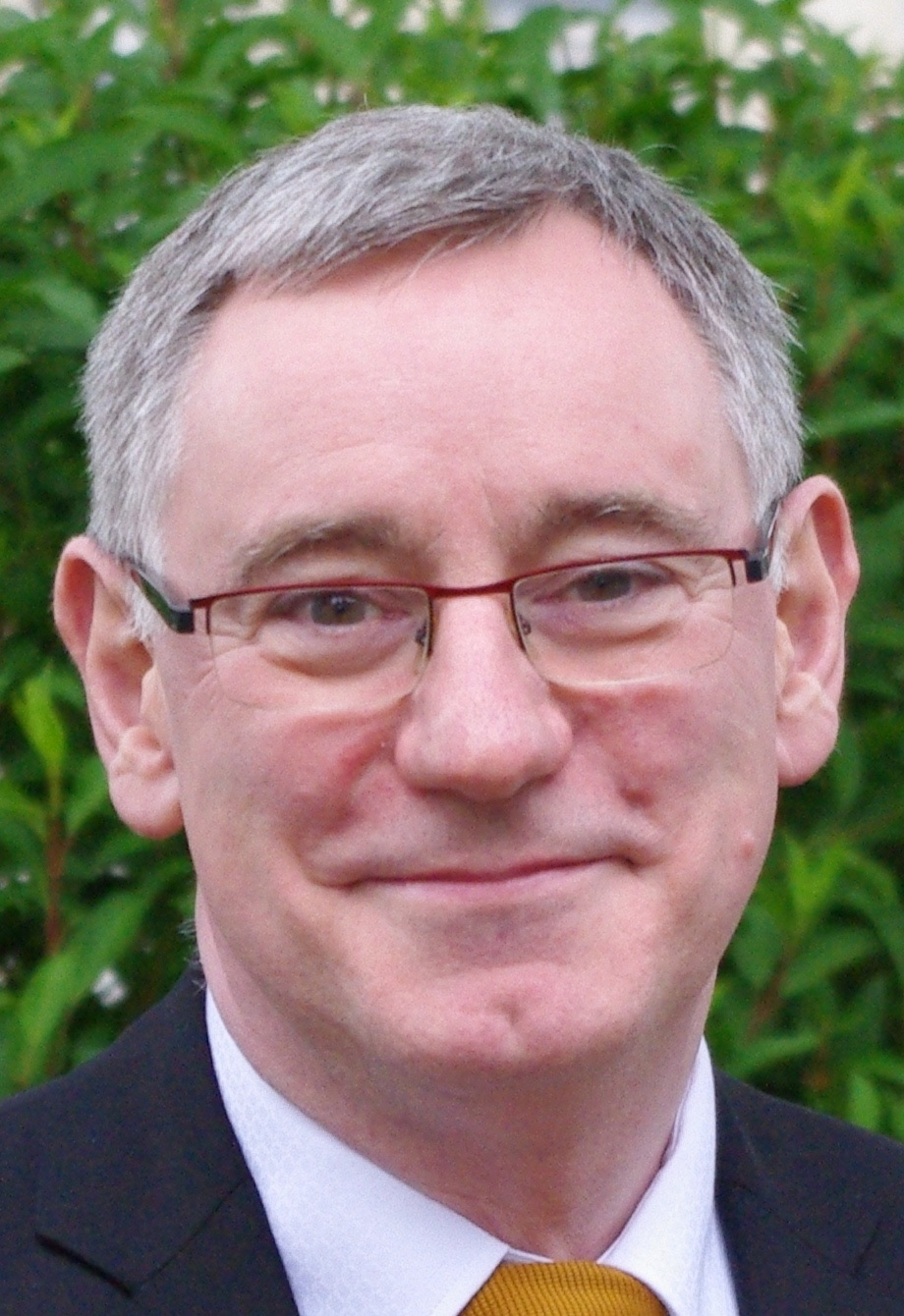
デイヴィット・モロニー Davitt Moroney

デイヴィット・モロニー（Davitt Moroney、1950年 - ）は、イギリス出身のチェンバロ奏者であり、なおかつルネサンス音楽とバロック音楽を専門とする音楽学者。
キングス・カレッジ・ロンドンにて音楽学を専攻。その後チェンバロをケネス・ギルバートとグスタフ・レオンハルトに師事。1974年にロンドン王立音楽院より演奏免許を取得し、1980年にはトマス・タリスとウィリアム・バードの作品に関する論文により、カリフォルニア大学バークレー校にて博士号を取得し、2001年より同校の教員として出講。
ソリストや室内楽奏者として、さまざまなレーベルにバッハやビーバー、クープラン、パーセルなどの作品を録音している。ハイペリオン・レーベルにおいて、さまざまな初期鍵盤楽器（チェンバロ、ヴァージナル、クラヴィコード、ポルタティフ・オルガン）を使い分けたバード鍵盤楽曲全集を発表したことにより名高い。
音楽学者としては、さまざまなバロック音楽の巨匠の作品を校訂しており、とりわけバッハの《フーガの技法》の未完成のフーガを補筆したことによって知られている（自ら作成した版の録音は、ハルモニア・ムンディ・フランスから発表している）。